# Ferdinand Barth (Künstler)
Ferdinand Barth (* 11. November 1842 in Partenkirchen; † 30. August 1892 ebenda) war ein deutscher Bildhauer, Maler und Zeichner.

## Werdegang
Der augenscheinlich aus einfachen Kreisen kommende, aber vielseitig begabte Barth begann zunächst mit der Schnitzerei und der Anfertigung von Holzskulpturen. Seine Heimat verlassend ging er zunächst nach Nürnberg, wo er sich bei Kreling weiterbildete. Ohne eigene Mittel setzte er seine Studien bei Ludwig Foltz und Joseph Knabl in München fort, wo er insbesondere als Plastiker bei der Restauration der Frauenkirche Beschäftigung fand. Dort fertigte er auch zahlreiche Zeichnungen für den Verlag Braun & Schneider und insbesondere die von diesem herausgegebenen Fliegenden Blätter an. Zugleich aber entdeckte er in der Piloty-Schule die Malerei für sich. Barth entwickelte sich hierbei zu einem versierten Historien- bzw. Genremaler, der aber trotz der prägenden Eindrücke aus den Kriegen 1866 und 1870/71 nicht zu einem Kriegs- und Schlachtenmaler avancierte.
Ferdinand Barth nahm bereits im Jahre 1873 Abschied von der Malerei, schon zuvor tat er sich mit kunstgewerblichen Entwürfen (Kästchen, Krüge, Schmuckgegenstände etc.) hervor und konnte in diesem Bereich auch als Professor an der Königlichen Kunstgewerbeschule München wirken.

## Werk (Auswahl)
- Die Arbeit des Todes (25 Totentanzblätter), 1865, Verlag Braun & Schneider
- En passant, Sonntag-Nachmittag, Paganini im Kerker, Genregemälde, 1871 (bei Piloty)
- Wahl der Kästchen (Kaufmann von Venedig), 1873, Historiengemälde
- Märchen, 1878
- Nautilus, Zeichnung in der Zeitschrift des Münchener Kunstgewerbe-Vereins 1879, Band 29, Tafel 25
- Ausmalung des Deckengewölbes einer Treppe des Neuen Münchener Rathauses, 1887
- Vier Bilder im Saal des Gemeindekollegiums, 1889

Sowie unter anderem Vorlagen zur Ausmalung der von dem Architekten Matthias Berger entworfenen neugotischen Hallenkirche Maria Himmelfahrt in Partenkirchen.